# Кардеал-Арковерди / Копакабана (станция метро)
Кардеал-Арковерди (порт. Estação Cardeal Arcoverde) — станция линии Линии 1 метрополитена Рио-де-Жанейро. Станция располагается в районе Копакабана города Рио-де-Жанейро. Открыта в июле 1998 года.
Станция обслуживает около 75 000 пассажиров в день.
Станция имеет два выхода: Barata Ribeiro и Toneleiro.

## Окрестности
- Театр Glaucio Gil
- Копакабана Пэлэс
- Площадь Лиду